# Замок Керрікебрейгі

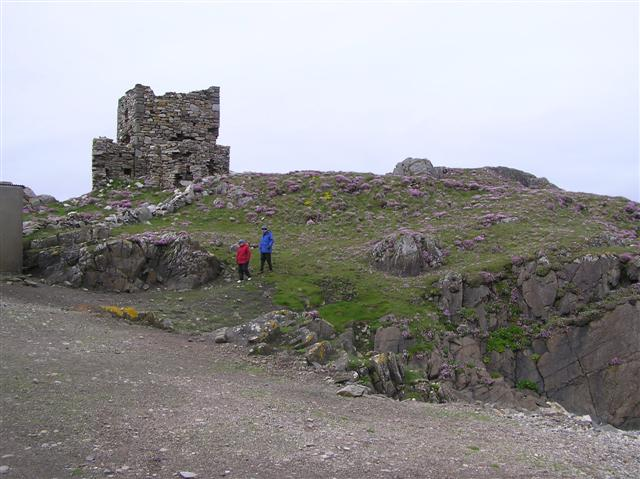
Руїни замку Керрікебрейгі.

Замок Керрікебрейгі (англ. Carrickabraghy, ірл. Carraig Brachai) — замок Каррайг Брахай — один із замків Ірландії, розташований в графстві Донегол. Замок стоїть на скелі в північно-західній частині острова Доах (ірл. — Doagh), біля затоки Поллан-бей, в приході Клониані, в баронстві Інішовен. Відомі численні легенди та історичні перекази про цей замок з описами з битв та хоробрих воїнів, повстань за свободу Ірландії та вторгнення загарбників. Замок є пам'яткою історії та культури Ірландії.

## Історія замку Керрікебрейгі

### Походження назви замку Керрікебрейгі
Слово Carraig означає «камінь», «скеля». Значення слова Brachai — не з'ясовано. Є припущення, що це ім'я, яке походить з дуже давніх часів і згадується в генеалогії клану Кінел Фергаса. Людина, що була носієм цього імені могла бути предком септи МакФал (ірл. — McFall). Історик Махтохайр в своїй кризі про історію Інішовен пише, що назва замку Каррайг Брахай означає «Скеля ченців».

### Давня історія замку
З ІХ по ХІІІ століття земля Інішоуен була розділена на володіння 3 туата — племен. Ці три туата були відомі як Айлех на півдні, Бредах на сході, Каррайг Брахай на заході. Лорди Каррайг Брахай були септою клану О'Маолфабайл (ірл. — O Maolfabhail) — англоїзована назва клану — МакФалл або МакФолл. Клан виник як гілка клану Кінел Фергаса, що виник в свою чергу від клану Кенел Еогайн. Клан правив цією землею з замку Керрікебрейгі. Клан був одним з найсильнішим кланів Інішовену. Володарі замку Каррайг Брахай вважали і називали себе королями. Коли був побудований цей замок — це невідомо і губиться у тьмі століть. Судячи по всьому на цьому місці була фортеця це на початку залізної доби.
Найперша історична згадка про замок Керрікебрейгі є в «Літописі Чотирьох майстрів».
У 834 році король Найл Кайлле здійснив похід в королівство Ленстер (Лагін). Один з його полководців — Фергас був сином Бадбхада — лорда Каррайг Брахай був убитий людьми королівства Манстер (Муму).
У 857 році помер Шехоннан мак Конайнг — король Каррайг Брахай.
У 878 році помер Маолфабайл мак Лойнгшех — король Каррайг Брахай.
У 907 році помер Руарк мак Маолфабайл — король Каррайг Брахай.
У 915 році в битві між ірландцями та вікінгами був вбитий король Каррайг Брахай.
У 965 році помер Тіарнах мак Руарк — король Каррайг Брахай.
1014 року був убитий Ку Дуб мак Маолфабайл — король Каррайг Брахай у битві з військом короля Тадга Брега.
1053 року помер Флайертах О Маолфабайл — король Каррайг Брахай.
1065 року був убитий Муйрертах О Маолфабайл — король Каррайг Брахай в битві з кланом Ві Мейх з землі Менна Тіре.
1082 року був вбитий Гіолла Хріост О Маолфабайл — король Каррайг Брахай.
1102 року армія на чолі з вождем клану Кінел Еогайн пішла в похід на Майг Коба. Воїни королівства Улад вночі напали на табір і багагатьох вбили, в тому числі і короля Сітріка О Маолфабайл — короля Каррайг Брахай.
1166 року Аод О Маолфабайл — король Каррайг Брахай був по-зрадницькому убитий Муйрхертахом сином короля Ніалла мак Лохлайнна.
1199 року Кахалан О Маолфабайл — король Каррайг Брахай був убитий О Деарайном, що теж був убитий в помсту відразу ж після цього прихильниками короля Кахалана.
1215 року Трад О Маолфабайл — вождь клану Кінел Фергаса та його люди були вбиті в Думбартонширі (Шотландія) Муйредахом — стюардом Ленноксу.
На цьому династія королів Каррайг Брахай обривається.
Володарі замку Каррайг Брахай протягом багатьох століть були сильними володарями і відігравали значну роль в історії Ірландії. Вони брали активну участь у війнах в епоху раннього та високого середньовіччя як в самій Ірландії так і в походах за море.
Історик Шон Бітті в своїй книзі «Стародавні пам'ятники землі Інішовен» переказує розповідь про набіги вікінгів на Донегол у Х столітті. Три ірландські принцеси були взяті як заручники під час рейду вікінгів. Одна з принцес втекла і прихопила з собою скарби, які вікінги награбували під час походу. Вона вийшла на берег біля замку Каррайг Брахай і вийшла заміж за місцевого вождя клану.
Цікаво відзначити, що протягом усього періоду вторгнення вікінгів в Інішовен клан МакФалл зберегав свій контроль над замком Каррайг Брахай.

### Події XVI—XVII століття
Потім замок Каррайг Брахай ніби випадає з історії і не згадується в літописах та історичних хроніках аж до 1600 року. Але ті руїни, що дійшли до нашого часу, були побудовані саме в той час на місці більш давніх оборонних споруд. Клан О'Дохартайг зміцнів і утвердився на землі Інішовен. Вождь клану отримав титул лорда Інішовен. Одним із найвідоміших вождем клану О'Дохартайг був у той час Шон Ог О'Дохартайг. Англійське вторгнення до Ірландії і захоплення Ірландії королівством Англія йшло повним ходом. Шон Ог вперто захищав свої землі і майно від англійських вторгнень. Найкращим місцем для захисту і оборони був острів Доах, яким володів його родич — лорд Каррайг Брахай — Фейлімі Браслех О'Дохартайг. Острів було легко захищати.
Шон Ог О'Дохартайг раптово помер в 1601 році, і хто буде його спадкоємцем щодо титулу лорда Інішовен ніяк не могло вирішитись. Його первісток — Кахаойр Руа (ірл. — Cathaoir Rua) ще не досягли повноліття, і клім того, були інші люди, які хотіли, щоб цим титулом володіла інша людина. Аод Руа О'Донайлл (ірл. — Aodh Rua O Donaill) — король Тір Конайлл хотів, щоб лордом Каррайг Брахай був досвідчений і зрілий чоловік, що залишиться вірним йому, ефективно тримаючи півострів під його контролем. Цією людиною був Фейлім Ог — зведений брат Шона Ога. Англійського намісника Деррі — сера Генрі Довкра не хвилювало, хто буде спадкоємцем титулу лорда Каррайг Брахай, його цікавило тільки чи вдасться ці землі оголосити володінням королеви Англії. Аод Буй Мак Дайбейд хотів, щоб лордом став молодий Кахаойр. Аод Руа О'Донайлл переміг у цій боротьбі і Фейлім Ог став лордом Каррайг Брахай у лютому 1601 року. Але його правління було недовгим. Аод Буй Мак Дайбейд зумів привести до влади неповнолітнього Кахаойра Руа ОДохартайг як лорда Інішовен у травні 1601 року. Йому тоді було всього 14 років і йому судилося стати останнім з великих ірландських лордів.
Важливо відзначити, що Ірландія в той час була поділена на низку маленьких королівств, які ворогували між собою. Вожді кланів були зацікавлені тільки у збереженні власної землі і власної влади. І цим користувалася Англія, захоплюючи їх одне за одним.
Аод Руа О'Донайлл мобілізував свою армію в травні 1601 року, атакував Аода Буй Мак Дайбейда, що був в союзі з Англією. Чому він так зробив — неясно. Битва відбулася на піску на рівнині Поллан на острові Доах, недалеко від замку Каррайг Брахай. Аод Руа О'Донайлл і його військо були розбиті. Свідок тих подій — Майтохайр писав: «Бій був кривавий, втрати була жахливими».
Хоча Кахаойр Руа був лордом Інішовен з 1601 року, він не мав повної влади, поки йому не виповнилося 18 років, в 1605 році його правління було мирним. 1607 року відбулась «втеча графів» — ірландська аристократія після остаточного знищення останніх незалежних ірландських королівств втекла з Ірландії в Іспанію. Англія вирішила, що графи готують вторгнення з Іспанії з метою визволення Ірландії. І думали, що лорд Кахаойр Руа буде відігравати неабияку роль у цьому. Восени 1607 року Кахаойр Руа пішов рубати ліс в Кілмакренан для будівельних цілей. Англійські шпигуни повідомили про це, як про те, що Кахаойр Руа збирає в лісі повстанців. Кахаойр Руа довідався про ці підозри з боку Англії і сховався в замку Каррайг Брахай. Може і справді він планував повстання, але його раптова смерть у 1608 році поставила на всьому крапку.